# Mezilečí
Mezilečí (deutsch Mesletsch) ist eine Gemeinde im Okres Náchod in Tschechien. Der Ort befindet sich acht Kilometer nordwestlich der Stadt Česká Skalice.

## Geographie

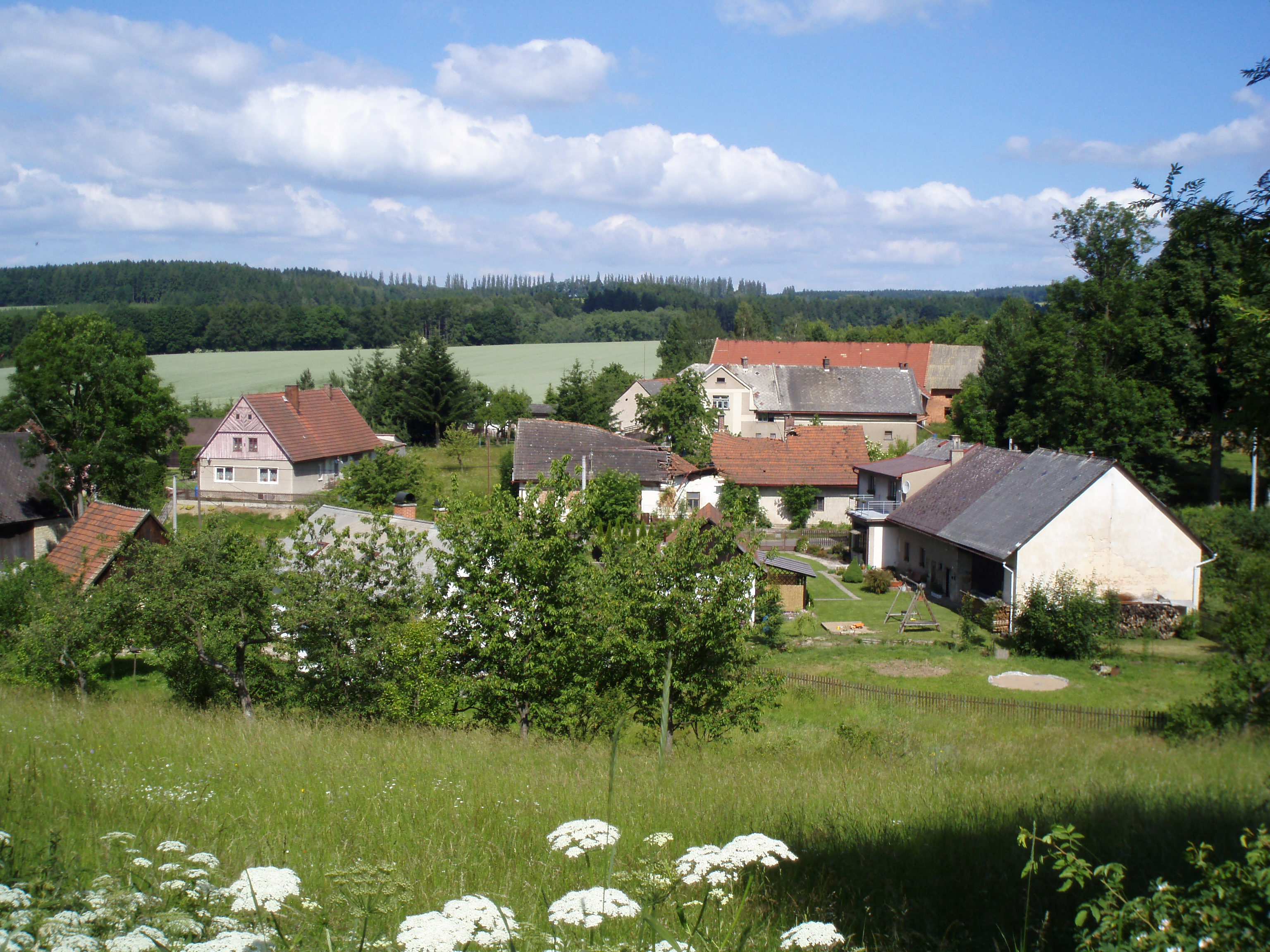
Mezilečí

Mezilečí liegt im Tal des Baches Válovický potok, der bei Velký Třebešov in die Aupa mündet. Nachbarorte sind Křižanov (Kreuzhöfner) und Libňatov im Norden, Mečov (Metschow) im Nordosten, Litoboř und Slatina im Osten, Hořičky und Světlá (Lichten) im Südosten, Chavlkovice im Süden und Brzice im Südwesten.

## Geschichte

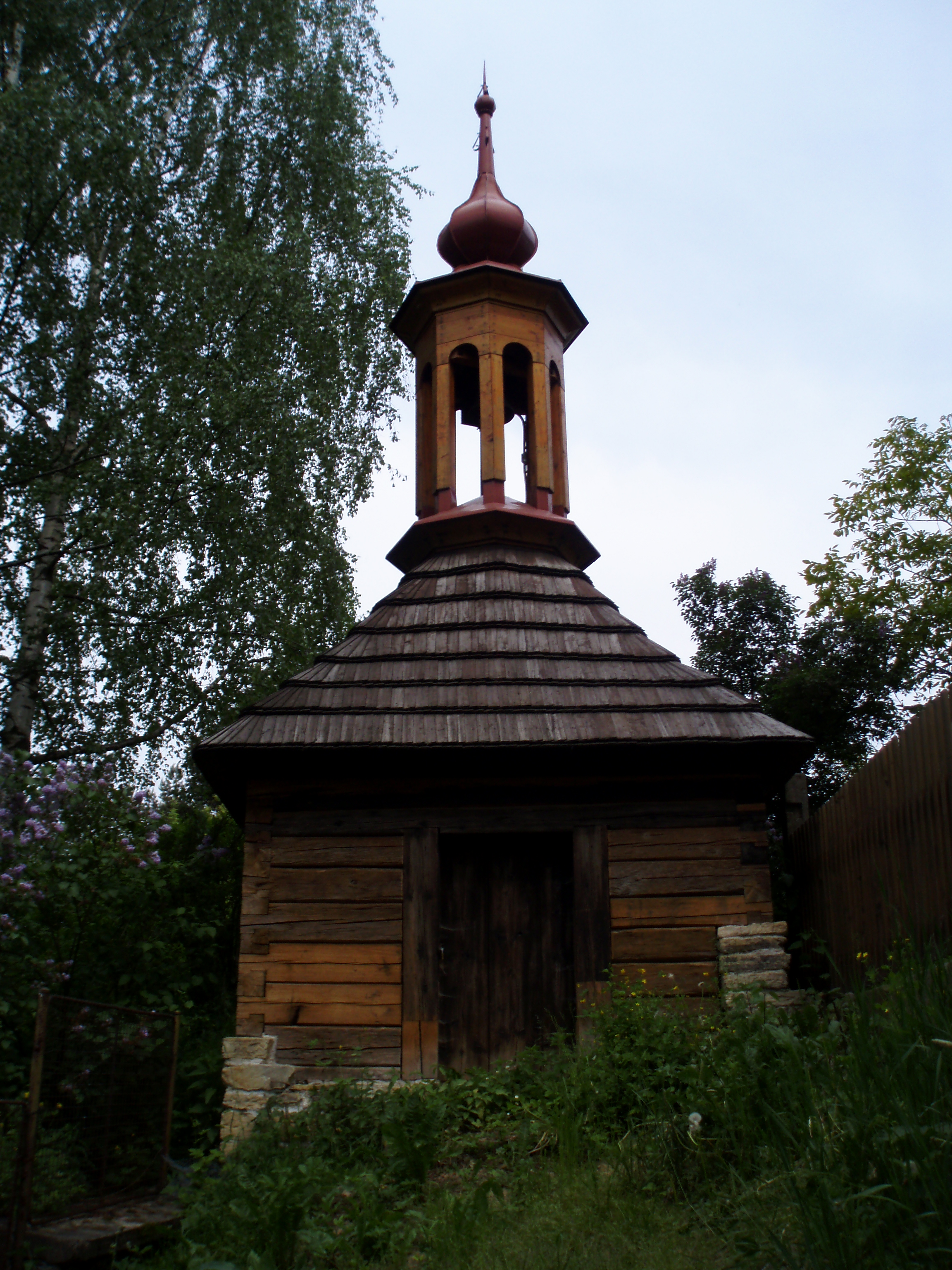
Kapelle

Mezilečí wurde 1495 erstmals urkundlich erwähnt und gehörte damals zur Herrschaft Smiřice. 1871 verkaufte der damalige Inhaber der Herrschaft, der Reichenberger Textilfabrikant Franz von Liebieg „Mezleč“ für 80.000 Gulden an den Prinzen Wilhelm zu Schaumburg-Lippe, dem die benachbarte Herrschaft Nachod gehörte.

## Gemeindegliederung
Zur Gemeinde Mezilečí gehört der Ortsteil Posadov (Posadow).